# Pandemia de COVID-19 en Sri Lanka
La pandemia de COVID-19 en Sri Lanka es parte de la pandemia mundial de la enfermedad por coronavirus 2019 (COVID-19) causada por el síndrome respiratorio agudo severo coronavirus 2 (SARS-CoV-2). El primer caso del virus se confirmó en Sri Lanka el 27 de enero de 2020, después de que una mujer china de 44 años de la provincia de Hubei, en China, fuera admitida en el Instituto Nacional de Enfermedades Infecciosas de Sri Lanka.
El 3 de marzo de 2020, se informó en Italia del primer caso notificado que involucraba un origen de Sri Lanka fuera de Sri Lanka. Hasta el 23 de marzo, el Ejército de Sri Lanka había construido cuarenta y cinco centros de cuarentena en el país como medida preventiva para hacer frente a la pandemia de coronavirus. Cerca de 3500 personas han estado en cuarentena en 45 centros de cuarentena, incluyendo 31 extranjeros de 14 países.
Hasta el 25 de marzo de 2020, las autoridades de Sri Lanka habían localizado a más de 14.000 personas que se habían puesto en contacto con los pacientes identificados y habían ordenado la autocuarentena para esas personas.
El 16 de abril de 2020, Sri Lanka fue nombrado como el decimosexto país de alto riesgo propenso a la pandemia. Mientras tanto, Sri Lanka ha sido clasificado como el noveno mejor país del mundo por su exitosa respuesta inmediata para combatir el virus.
El Gobierno de Sri Lanka anunció que levantó el toque de queda el 11 de mayo, que estuvo en vigor durante más de dos meses, lo que puso fin al toque de queda estilo encierro de 52 días y significó que el público pudo comenzar a ir al lugar de trabajo manteniendo el distanciamiento social, pero las reuniones públicas, festivales y las celebraciones siguieron prohibidas. El Gobierno de Sri Lanka también aprobó el permiso para abrir salones de belleza y peluquerías el 11 de mayo, pero ha prohibido estrictamente el afeitado. El Gobierno instó a los barberos a mantener medidas preventivas de salud mientras cortaban el cabello.
Las elecciones parlamentarias de Sri Lanka de 2020, que se celebraron el 5 de agosto de 2020, en medio de la pandemia, inicialmente tuvieron un comienzo lento principalmente debido a los temores por el virus. Sin embargo, a pesar del comienzo lento, las cifras de votación comenzaron a aumentar gradualmente a última hora de la mañana. Las autoridades también establecieron el uso de mascarillas como requisito obligatorio junto con el uso de desinfectantes de manos en la mesa de votación para los votantes al entrar y al salir de la mesa de votación.
Hasta el 2 de junio de 2022, se contabilizaba la cifra de 663,845 casos confirmados, 16,518 fallecidos y 646,959 recuperados del virus.

## Cronología
| Casos de COVID-19 en Sri Lanka Muertes Recuperaciones Casos activos enefebmarabrmayjunjulagosepoctnovdicÚltimos 15 días | Casos de COVID-19 en Sri Lanka Muertes Recuperaciones Casos activos enefebmarabrmayjunjulagosepoctnovdicÚltimos 15 días | Casos de COVID-19 en Sri Lanka Muertes Recuperaciones Casos activos enefebmarabrmayjunjulagosepoctnovdicÚltimos 15 días | Casos de COVID-19 en Sri Lanka Muertes Recuperaciones Casos activos enefebmarabrmayjunjulagosepoctnovdicÚltimos 15 días | Casos de COVID-19 en Sri Lanka Muertes Recuperaciones Casos activos enefebmarabrmayjunjulagosepoctnovdicÚltimos 15 días |
| --- | --- | --- | --- | --- |
| Fecha | Fecha | | N.º de casos | N.º de casos |
| 2020-01-28 | | | | |
| ⋮ | ⋮ | | 1(—) | |
| 2020-03-12 | 2020-03-12 | | 2(+100%) | |
| 2020-03-13 | 2020-03-13 | | 3(+50%) | |
| 2020-03-14 | 2020-03-14 | | 6(+100%) | |
| 2020-03-15 | 2020-03-15 | | 11(+83%) | |
| 2020-03-16 | 2020-03-16 | | 19(+73%) | |
| 2020-03-17 | 2020-03-17 | | 29(+53%) | |
| 2020-03-18 | 2020-03-18 | | 42(+45%) | |
| 2020-03-19 | 2020-03-19 | | 53(+26%) | |
| 2020-03-20 | 2020-03-20 | | 66(+25%) | |
| 2020-03-21 | 2020-03-21 | | 72(+9,1%) | |
| 2020-03-22 | 2020-03-22 | | 78(+8,3%) | |
| 2020-03-23 | 2020-03-23 | | 87(+12%) | |
| 2020-03-24 | 2020-03-24 | | 97(+11%) | |
| 2020-03-25 | 2020-03-25 | | 102(+5,2%) | |
| 2020-03-26 | 2020-03-26 | | 102(=) | |
| 2020-03-27 | 2020-03-27 | | 106(+3,9%) | |
| 2020-03-28 | 2020-03-28 | | 106(=) | |
| 2020-03-29 | 2020-03-29 | | 115(+8,5%) | |
| 2020-03-30 | 2020-03-30 | | 120(+4,3%) | |
| 2020-03-31 | 2020-03-31 | | 122(+1,7%) | |
| 2020-04-01 | 2020-04-01 | | 143(+17%) | |
| 2020-04-02 | 2020-04-02 | | 148(+3,5%) | |
| 2020-04-03 | 2020-04-03 | | 151(+2%) | |
| 2020-04-04 | 2020-04-04 | | 159(+5,3%) | |
| 2020-04-05 | 2020-04-05 | | 166(+4,4%) | |
| 2020-04-06 | 2020-04-06 | | 176(+6%) | |
| 2020-04-07 | 2020-04-07 | | 180(+2,3%) | |
| 2020-04-08 | 2020-04-08 | | 186(+3,3%) | |
| 2020-04-09 | 2020-04-09 | | 189(+1,6%) | |
| 2020-04-10 | 2020-04-10 | | 190(+0,53%) | |
| 2020-04-11 | 2020-04-11 | | 197(+3,7%) | |
| 2020-04-12 | 2020-04-12 | | 199(+1%) | |
| 2020-04-13 | 2020-04-13 | | 210(+5,5%) | |
| 2020-04-14 | 2020-04-14 | | 218(+3,8%) | |
| 2020-04-15 | 2020-04-15 | | 233(+6,9%) | |
| 2020-04-16 | 2020-04-16 | | 238(+2,1%) | |
| 2020-04-17 | 2020-04-17 | | 238(=) | |
| 2020-04-18 | 2020-04-18 | | 244(+2,5%) | |
| 2020-04-19 | 2020-04-19 | | 254(+4,1%) | |
| 2020-04-20 | 2020-04-20 | | 271(+6,7%) | |
| 2020-04-21 | 2020-04-21 | | 304(+12%) | |
| 2020-04-22 | 2020-04-22 | | 310(+2%) | |
| 2020-04-23 | 2020-04-23 | | 330(+6,5%) | |
| 2020-04-24 | 2020-04-24 | | 368(+12%) | |
| 2020-04-25 | 2020-04-25 | | 420(+14%) | |
| 2020-04-26 | 2020-04-26 | | 460(+9,5%) | |
| 2020-04-27 | 2020-04-27 | | 523(+14%) | |
| 2020-04-28 | 2020-04-28 | | 588(+12%) | |
| 2020-04-29 | 2020-04-29 | | 619(+5,3%) | |
| 2020-04-30 | 2020-04-30 | | 649(+4,8%) | |
| 2020-05-01 | 2020-05-01 | | 665(+2,5%) | |
| 2020-05-02 | 2020-05-02 | | 690(+3,8%) | |
| 2020-05-03 | 2020-05-03 | | 705(+2,2%) | |
| 2020-05-04 | 2020-05-04 | | 718(+1,8%) | |
| 2020-05-05 | 2020-05-05 | | 755(+5,2%) | |
| 2020-05-06 | 2020-05-06 | | 771(+2,1%) | |
| 2020-05-07 | 2020-05-07 | | 797(+3,4%) | |
| 2020-05-08 | 2020-05-08 | | 824(+3,4%) | |
| 2020-05-09 | 2020-05-09 | | 835(+1,3%) | |
| 2020-05-10 | 2020-05-10 | | 847(+1,4%) | |
| 2020-05-11 | 2020-05-11 | | 863(+1,9%) | |
| 2020-05-12 | 2020-05-12 | | 869(+0,7%) | |
| 2020-05-13 | 2020-05-13 | | 889(+2,3%) | |
| 2020-05-14 | 2020-05-14 | | 915(+2,9%) | |
| 2020-05-15 | 2020-05-15 | | 925(+1,1%) | |
| 2020-05-16 | 2020-05-16 | | 935(+1,1%) | |
| 2020-05-17 | 2020-05-17 | | 960(+2,7%) | |
| 2020-05-18 | 2020-05-18 | | 981(+2,2%) | |
| 2020-05-19 | 2020-05-19 | | 992(+1,1%) | |
| 2020-05-20 | 2020-05-20 | | 1027(+3,5%) | |
| 2020-05-21 | 2020-05-21 | | 1028(+0,1%) | |
| 2020-05-22 | 2020-05-22 | | 1055(+2,6%) | |
| 2020-05-23 | 2020-05-23 | | 1068(+1,2%) | |
| 2020-05-24 | 2020-05-24 | | 1089(+2%) | |
| 2020-05-25 | 2020-05-25 | | 1141(+4,8%) | |
| 2020-05-26 | 2020-05-26 | | 1182(+3,6%) | |
| 2020-05-27 | 2020-05-27 | | 1319(+12%) | |
| 2020-05-28 | 2020-05-28 | | 1469(+11%) | |
| 2020-05-29 | 2020-05-29 | | 1530(+4,2%) | |
| 2020-05-30 | 2020-05-30 | | 1558(+1,8%) | |
| 2020-05-31 | 2020-05-31 | | 1620(+4%) | |
| 2020-06-01 | 2020-06-01 | | 1633(+0,8%) | |
| 2020-06-02 | 2020-06-02 | | 1643(+0,61%) | |
| 2020-06-03 | 2020-06-03 | | 1683(+2,4%) | |
| 2020-06-04 | 2020-06-04 | | 1743(+3,6%) | |
| 2020-06-05 | 2020-06-05 | | 1797(+3,1%) | |
| 2020-06-06 | 2020-06-06 | | 1801(+0,22%) | |
| 2020-06-07 | 2020-06-07 | | 1814(+0,72%) | |
| 2020-06-08 | 2020-06-08 | | 1835(+1,2%) | |
| 2020-06-09 | 2020-06-09 | | 1857(+1,2%) | |
| 2020-06-10 | 2020-06-10 | | 1859(+0,11%) | |
| 2020-06-11 | 2020-06-11 | | 1869(+0,54%) | |
| 2020-06-12 | 2020-06-12 | | 1877(+0,43%) | |
| 2020-06-13 | 2020-06-13 | | 1880(+0,16%) | |
| 2020-06-14 | 2020-06-14 | | 1884(+0,21%) | |
| 2020-06-15 | 2020-06-15 | | 1889(+0,27%) | |
| 2020-06-16 | 2020-06-16 | | 1905(+0,85%) | |
| 2020-06-17 | 2020-06-17 | | 1915(+0,52%) | |
| 2020-06-18 | 2020-06-18 | | 1924(+0,47%) | |
| 2020-06-19 | 2020-06-19 | | 1947(+1,2%) | |
| 2020-06-20 | 2020-06-20 | | 1950(+0,15%) | |
| 2020-06-21 | 2020-06-21 | | 1950(=) | |
| 2020-06-22 | 2020-06-22 | | 1950(=) | |
| 2020-06-23 | 2020-06-23 | | 1951(+0,05%) | |
| 2020-06-24 | 2020-06-24 | | 1991(+2,1%) | |
| 2020-06-25 | 2020-06-25 | | 2001(+0,5%) | |
| 2020-06-26 | 2020-06-26 | | 2010(+0,45%) | |
| 2020-06-27 | 2020-06-27 | | 2014(+0,2%) | |
| 2020-06-28 | 2020-06-28 | | 2033(+0,94%) | |
| 2020-06-29 | 2020-06-29 | | 2037(+0,2%) | |
| 2020-06-30 | 2020-06-30 | | 2042(+0,25%) | |
| 2020-07-01 | 2020-07-01 | | 2047(+0,24%) | |
| 2020-07-02 | 2020-07-02 | | 2054(+0,34%) | |
| 2020-07-03 | 2020-07-03 | | 2066(+0,58%) | |
| 2020-07-04 | 2020-07-04 | | 2069(+0,15%) | |
| 2020-07-05 | 2020-07-05 | | 2074(+0,24%) | |
| 2020-07-06 | 2020-07-06 | | 2076(+0,1%) | |
| 2020-07-07 | 2020-07-07 | | 2077(+0,05%) | |
| 2020-07-08 | 2020-07-08 | | 2081(+0,19%) | |
| 2020-07-09 | 2020-07-09 | | 2094(+0,62%) | |
| 2020-07-10 | 2020-07-10 | | 2350(+12%) | |
| 2020-07-11 | 2020-07-11 | | 2454(+4,4%) | |
| 2020-07-12 | 2020-07-12 | | 2511(+2,3%) | |
| 2020-07-13 | 2020-07-13 | | 2617(+4,2%) | |
| 2020-07-14 | 2020-07-14 | | 2646(+1,1%) | |
| 2020-07-15 | 2020-07-15 | | 2665(+0,72%) | |
| 2020-07-16 | 2020-07-16 | | 2674(+0,34%) | |
| 2020-07-17 | 2020-07-17 | | 2687(+0,49%) | |
| 2020-07-18 | 2020-07-18 | | 2697(+0,37%) | |
| 2020-07-19 | 2020-07-19 | | 2704(+0,26%) | |
| 2020-07-20 | 2020-07-20 | | 2724(+0,74%) | |
| 2020-07-21 | 2020-07-21 | | 2730(+0,22%) | |
| 2020-07-22 | 2020-07-22 | | 2730(=) | |
| 2020-07-23 | 2020-07-23 | | 2752(+0,81%) | |
| 2020-07-24 | 2020-07-24 | | 2753(+0,04%) | |
| 2020-07-25 | 2020-07-25 | | 2764(+0,4%) | |
| 2020-07-26 | 2020-07-26 | | 2790(+0,94%) | |
| 2020-07-27 | 2020-07-27 | | 2782(−0,29%) | |
| 2020-07-28 | 2020-07-28 | | 2805(+0,83%) | |
| 2020-07-29 | 2020-07-29 | | 2810(+0,18%) | |
| 2020-07-30 | 2020-07-30 | | 2811(+0,04%) | |
| 2020-07-31 | 2020-07-31 | | 2814(+0,11%) | |
| 2020-08-01 | 2020-08-01 | | 2815(+0,04%) | |
| 2020-08-02 | 2020-08-02 | | 2815(=) | |
| 2020-08-03 | 2020-08-03 | | 2823(+0,28%) | |
| 2020-08-04 | 2020-08-04 | | 2828(+0,18%) | |
| 2020-08-05 | 2020-08-05 | | 2834(+0,21%) | |
| 2020-08-06 | 2020-08-06 | | 2839(+0,18%) | |
| 2020-08-07 | 2020-08-07 | | 2839(=) | |
| 2020-08-08 | 2020-08-08 | | 2839(=) | |
| 2020-08-09 | 2020-08-09 | | 2841(+0,07%) | |
| 2020-08-10 | 2020-08-10 | | 2844(+0,11%) | |
| 2020-08-11 | 2020-08-11 | | 2871(+0,95%) | |
| 2020-08-12 | 2020-08-12 | | 2880(+0,31%) | |
| 2020-08-13 | 2020-08-13 | | 2881(+0,03%) | |
| 2020-08-14 | 2020-08-14 | | 2882(+0,03%) | |
| 2020-08-15 | 2020-08-15 | | 2886(+0,14%) | |
| 2020-08-16 | 2020-08-16 | | 2890(+0,14%) | |
| 2020-08-17 | 2020-08-17 | | 2893(+0,1%) | |
| 2020-08-18 | 2020-08-18 | | 2900(+0,24%) | |
| 2020-08-19 | 2020-08-19 | | 2902(+0,07%) | |
| 2020-08-20 | 2020-08-20 | | 2902(=) | |
| 2020-08-21 | 2020-08-21 | | 2918(+0,55%) | |
| 2020-08-22 | 2020-08-22 | | 2941(+0,79%) | |
| 2020-08-23 | 2020-08-23 | | 2947(+0,2%) | |
| 2020-08-24 | 2020-08-24 | | 2953(+0,2%) | |
| 2020-08-25 | 2020-08-25 | | 2959(+0,2%) | |
| 2020-08-26 | 2020-08-26 | | 2971(+0,41%) | |
| 2020-08-27 | 2020-08-27 | | 2984(+0,44%) | |
| 2020-08-28 | 2020-08-28 | | 2986(+0,07%) | |
| 2020-08-29 | 2020-08-29 | | 2989(+0,1%) | |
| 2020-08-30 | 2020-08-30 | | 2995(+0,2%) | |
| 2020-08-31 | 2020-08-31 | | 3012(+0,57%) | |
| 2020-09-01 | 2020-09-01 | | 3071(+2%) | |
| 2020-09-02 | 2020-09-02 | | 3092(+0,68%) | |
| 2020-09-03 | 2020-09-03 | | 3101(+0,29%) | |
| 2020-09-04 | 2020-09-04 | | 3111(+0,32%) | |
| 2020-09-05 | 2020-09-05 | | 3115(+0,13%) | |
| 2020-09-06 | 2020-09-06 | | 3121(+0,19%) | |
| 2020-09-07 | 2020-09-07 | | 3123(+0,06%) | |
| 2020-09-08 | 2020-09-08 | | 3123(=) | |
| 2020-09-09 | 2020-09-09 | | 3140(+0,54%) | |
| 2020-09-10 | 2020-09-10 | | 3147(+0,22%) | |
| 2020-09-11 | 2020-09-11 | | 3155(+0,25%) | |
| 2020-09-12 | 2020-09-12 | | 3169(+0,44%) | |
| 2020-09-13 | 2020-09-13 | | 3195(+0,82%) | |
| 2020-09-14 | 2020-09-14 | | 3234(+1,2%) | |
| 2020-09-15 | 2020-09-15 | | 3263(+0,9%) | |
| 2020-09-16 | 2020-09-16 | | 3271(+0,25%) | |
| 2020-09-17 | 2020-09-17 | | 3271(=) | |
| 2020-09-18 | 2020-09-18 | | 3276(+0,15%) | |
| 2020-09-19 | 2020-09-19 | | 3281(+0,15%) | |
| 2020-09-20 | 2020-09-20 | | 3283(+0,06%) | |
| 2020-09-21 | 2020-09-21 | | 3287(+0,12%) | |
| 2020-09-22 | 2020-09-22 | | 3299(+0,37%) | |
| 2020-09-23 | 2020-09-23 | | 3313(+0,42%) | |
| 2020-09-24 | 2020-09-24 | | 3324(+0,33%) | |
| 2020-09-25 | 2020-09-25 | | 3333(+0,27%) | |
| 2020-09-26 | 2020-09-26 | | 3345(+0,36%) | |
| 2020-09-27 | 2020-09-27 | | 3349(+0,12%) | |
| 2020-09-28 | 2020-09-28 | | 3360(+0,33%) | |
| 2020-09-29 | 2020-09-29 | | 3363(+0,09%) | |
| 2020-09-30 | 2020-09-30 | | 3374(+0,33%) | |
| 2020-10-01 | 2020-10-01 | | 3380(+0,18%) | |
| 2020-10-02 | 2020-10-02 | | 3382(+0,06%) | |
| 2020-10-03 | 2020-10-03 | | 3388(+0,18%) | |
| 2020-10-04 | 2020-10-04 | | 3396(+0,24%) | |
| 2020-10-05 | 2020-10-05 | | 3471(+2,2%) | |
| 2020-10-06 | 2020-10-06 | | 3733(+7,5%) | |
| 2020-10-07 | 2020-10-07 | | 4272(+14%) | |
| 2020-10-08 | 2020-10-08 | | 4459(+4,4%) | |
| 2020-10-09 | 2020-10-09 | | 4488(+0,65%) | |
| 2020-10-10 | 2020-10-10 | | 4523(+0,78%) | |
| 2020-10-11 | 2020-10-11 | | 4628(+2,3%) | |
| 2020-10-12 | 2020-10-12 | | 4752(+2,7%) | |
| 2020-10-13 | 2020-10-13 | | 4844(+1,9%) | |
| 2020-10-14 | 2020-10-14 | | 5038(+4%) | |
| 2020-10-15 | 2020-10-15 | | 5170(+2,6%) | |
| 2020-10-16 | 2020-10-16 | | 5244(+1,4%) | |
| 2020-10-17 | 2020-10-17 | | 5354(+2,1%) | |
| 2020-10-18 | 2020-10-18 | | 5475(+2,3%) | |
| 2020-10-19 | 2020-10-19 | | 5585(+2%) | |
| 2020-10-20 | 2020-10-20 | | 5685(+1,8%) | |
| 2020-10-21 | 2020-10-21 | | 5811(+2,2%) | |
| 2020-10-22 | 2020-10-22 | | 5978(+2,9%) | |
| 2020-10-23 | 2020-10-23 | | 6287(+5,2%) | |
| 2020-10-24 | 2020-10-24 | | 7153(+14%) | |
| 2020-10-25 | 2020-10-25 | | 7521(+5,1%) | |
| 2020-10-26 | 2020-10-26 | | 7872(+4,7%) | |
| 2020-10-27 | 2020-10-27 | | 8413(+6,9%) | |
| 2020-10-28 | 2020-10-28 | | 8870(+5,4%) | |
| 2020-10-29 | 2020-10-29 | | 9205(+3,8%) | |
| 2020-10-30 | 2020-10-30 | | 9791(+6,4%) | |
| 2020-10-31 | 2020-10-31 | | 10 424(+6,5%) | |
| 2020-11-01 | 2020-11-01 | | 10 663(+2,3%) | |
| 2020-11-02 | 2020-11-02 | | 11 060(+3,7%) | |
| 2020-11-03 | 2020-11-03 | | 11 335(+2,5%) | |
| 2020-11-04 | 2020-11-04 | | 11 744(+3,6%) | |
| 2020-11-05 | 2020-11-05 | | 12 187(+3,8%) | |
| 2020-11-06 | 2020-11-06 | | 12 570(+3,1%) | |
| 2020-11-07 | 2020-11-07 | | 12 970(+3,2%) | |
| 2020-11-08 | 2020-11-08 | | 13 419(+3,5%) | |
| 2020-11-09 | 2020-11-09 | | 13 929(+3,8%) | |
| 2020-11-10 | 2020-11-10 | | 14 285(+2,6%) | |
| 2020-11-11 | 2020-11-11 | | 14 715(+3%) | |
| 2020-11-12 | 2020-11-12 | | 15 350(+4,3%) | |
| 2020-11-13 | 2020-11-13 | | 15 723(+2,4%) | |
| 2020-11-14 | 2020-11-14 | | 16 191(+3%) | |
| 2020-11-15 | 2020-11-15 | | 16 583(+2,4%) | |
| 2020-11-16 | 2020-11-16 | | 17 287(+4,2%) | |
| 2020-11-17 | 2020-11-17 | | 17 674(+2,2%) | |
| 2020-11-18 | 2020-11-18 | | 18 075(+2,3%) | |
| 2020-11-19 | 2020-11-19 | | 18 402(+1,8%) | |
| 2020-11-20 | 2020-11-20 | | 18 841(+2,4%) | |
| 2020-11-21 | 2020-11-21 | | 19 280(+2,3%) | |
| 2020-11-22 | 2020-11-22 | | 19 771(+2,5%) | |
| 2020-11-23 | 2020-11-23 | | 20 171(+2%) | |
| 2020-11-24 | 2020-11-24 | | 20 508(+1,7%) | |
| 2020-11-25 | 2020-11-25 | | 20 967(+2,2%) | |
| 2020-11-26 | 2020-11-26 | | 21 469(+2,4%) | |
| 2020-11-27 | 2020-11-27 | | 22 028(+2,6%) | |
| 2020-11-28 | 2020-11-28 | | 22 501(+2,1%) | |
| 2020-11-29 | 2020-11-29 | | 22 988(+2,2%) | |
| 2020-11-30 | 2020-11-30 | | 23 484(+2,2%) | |
| 2020-12-01 | 2020-12-01 | | 23 987(+2,1%) | |
| 2020-12-02 | 2020-12-02 | | 24 532(+2,3%) | |
| 2020-12-03 | 2020-12-03 | | 25 410(+3,6%) | |
| 2020-12-04 | 2020-12-04 | | 26 038(+2,5%) | |
| 2020-12-05 | 2020-12-05 | | 26 559(+2%) | |
| 2020-12-06 | 2020-12-06 | | 27 228(+2,5%) | |
| 2020-12-07 | 2020-12-07 | | 27 877(+2,4%) | |
| 2020-12-08 | 2020-12-08 | | 28 580(+2,5%) | |
| 2020-12-09 | 2020-12-09 | | 29 378(+2,8%) | |
| 2020-12-10 | 2020-12-10 | | 30 075(+2,4%) | |
| 2020-12-11 | 2020-12-11 | | 30 613(+1,8%) | |
| 2020-12-12 | 2020-12-12 | | 31 375(+2,5%) | |
| 2020-12-13 | 2020-12-13 | | 32 135(+2,4%) | |
| 2020-12-14 | 2020-12-14 | | 32 790(+2%) | |
| 2020-12-15 | 2020-12-15 | | 33 478(+2,1%) | |
| 2020-12-16 | 2020-12-16 | | 34 121(+1,9%) | |
| 2020-12-17 | 2020-12-17 | | 34 737(+1,8%) | |
| 2020-12-18 | 2020-12-18 | | 35 387(+1,9%) | |
| 2020-12-19 | 2020-12-19 | | 36 049(+1,9%) | |
| 2020-12-20 | 2020-12-20 | | 36 667(+1,7%) | |
| 2020-12-21 | 2020-12-21 | | 37 261(+1,6%) | |
| 2020-12-22 | 2020-12-22 | | 37 631(+0,99%) | |
| 2020-12-23 | 2020-12-23 | | 38 059(+1,1%) | |
| 2020-12-24 | 2020-12-24 | | 38 639(+1,5%) | |
| 2020-12-25 | 2020-12-25 | | 39 231(+1,5%) | |
| Sources: - From: Epidemiology Unit of Ministry of Health situation report at 10:00 SLST (Last accessed on 2020-10-09) - Live updates from: "Health Promotion Bureau" https://www.hpb.health.gov.lk/en of Ministry of Health | | | | |

### Primera oleada (hasta octubre de 2020)

#### 27 de enero - 9 de marzo de 2020
Antes del 27 de enero, el Ministerio de Salud de Sri Lanka había ordenado a la Unidad de Cuarentena del Aeropuerto Internacional Bandaranaike que examinara a los pasajeros en busca de síntomas. Además, el ministerio advirtió que los bebés, niños, mujeres embarazadas, ancianos y personas que padecen enfermedades crónicas, entre otros temas, deben evitar visitar lugares concurridos cuando sea posible.  El ministerio ha creado un Comité de Acción Nacional de 22 miembros para prevenir la propagación del coronavirus en Sri Lanka. El Departamento de Inmigración y Emigración también informó a todos los sitios de construcción con titulares de visas de residente chino que restringieran a sus empleados chinos a sus respectivos lugares de trabajo y alojamiento.
El 27 de enero, se informó del primer caso confirmado del virus en Sri Lanka, una mujer china de 44 años de la provincia de Hubei en China; fue admitida en el Instituto Nacional de Enfermedades Infecciosas.  Había llegado como turista con otro grupo de viajeros y había sido examinada en el Aeropuerto Internacional Bandaranaike después de tener fiebre alta. Se recuperó por completo y fue dada de alta del hospital el 19 de febrero.
Tras el primer caso reportado de coronavirus en Sri Lanka el 27 de enero, la demanda de mascarillas en el país se disparó y el país comenzó a enfrentar una escasez de mascarillas.  Algunas farmacias del país habían vendido todas las mascarillas y hubo informes de clientes de que las mascarillas se vendían entre diez y veinte veces el precio original.  Como resultado, la agencia reguladora de medicamentos del país impuso controles de precios a las mascarillas. 33 estudiantes y familias de Sri Lanka fueron evacuados de Wuhan el 1 de febrero y mantenidos en cuarentena en una instalación militar en Diyatalawa.  Fueron puestos en libertad después de dos semanas de cuarentena el 14 de febrero.
Desde la primera semana de marzo, los pasajeros procedentes de Italia, Irán o Corea del Sur deben permanecer en cuarentena durante dos semanas en una de las dos instalaciones. El 10 de marzo, 186 personas (164 ciudadanos de Sri Lanka, 20 ciudadanos italianos y 2 ciudadanos surcoreanos) fueron puestos en cuarentena en Batticaloa.  El 10 de marzo de 2020, se identificaron 2 orígenes de Sri Lanka que vivían en los Emiratos Árabes Unidos notificados con casos de coronavirus.

#### 10 a 23 de marzo de 2020
El 10 de marzo, el primer ciudadano local de Sri Lanka dio positivo por COVID-19.  Un guía turístico de 52 años que trabajaba con un grupo de italianos había dado positivo. Estuvo en tratamiento en el Hospital de Enfermedades Infecciosas de Angoda.  Veintinueve pacientes estaban bajo observación en hospitales gubernamentales, incluidos ocho extranjeros.  Tras los nuevos acontecimientos, el país suspendió el visado de llegada para turistas el 11 de marzo 
El 12 de marzo, otra persona de Sri Lanka confirmó positivo por COVID-19. Una persona de 44 años, que supuestamente se había quedado con el primer paciente de Sri Lanka diagnosticado con el virus que actualmente está ingresado en el Hospital de Enfermedades Infecciosas, Angoda, ahora también ha dado positivo por coronavirus. 
El 13 de marzo, otros tres pacientes confirmados de coronavirus identificados en Sri Lanka. Uno de estos pacientes es un hombre de Sri Lanka de 41 años que había llegado de Alemania. Ha sido ingresado en el Hospital de Enfermedades Infecciosas de Angoda. Los otros dos pacientes pertenecen al grupo de personas que habían sido puestas en cuarentena en las instalaciones de Kandakadu. Uno de ellos es un hombre de 37 años que llegó de Italia y fue puesto en cuarentena en Kandakadu al llegar al país. Actualmente está siendo tratado en el Hospital Polonnaruwa, Polonnaruwa. El otro es un hombre de 43 años que también había llegado de Italia. Está siendo tratado en el Hospital de Enfermedades Infecciosas de Angoda. 
El 14 de marzo, se identificaron cinco pacientes más confirmados con coronavirus en Sri Lanka. Uno de los pacientes es un hombre de 44 años que fue puesto en cuarentena en el campo de cuarentena de Kandakadu y ahora está siendo tratado en el Hospital General de Polonnaruwa. Otro paciente tiene 43 años de la zona de Nattandiya y está siendo tratado en el Hospital General de Kurunegala. El otro paciente es un hombre de 42 años que también fue puesto en cuarentena en el campo de cuarentena de Kandakadu y ahora está siendo tratado en el Hospital General de Polonnaruwa. Los tres de estos pacientes han regresado a Sri Lanka desde Italia recientemente. En Sri Lanka se identificaron otros dos pacientes más confirmados con coronavirus. 
Mientras que una de ellas es una mujer de 56 años que regresó de Italia, la otra paciente es una niña de 17 años que es pariente de un caso de COVID-19 ya confirmado. También se informó que uno de los copilotos de Sri Lankan Airlines que estaba infectado con el coronavirus asistió al Royal-Thomian Big Match anual entre el S. Thomas 'College, Mount Lavinia y el Royal College, Colombo, que se celebró del 12 de marzo al 14 de marzo. 
El 15 de marzo, se informaron 7 nuevos casos confirmados más, lo que llevó el recuento general a 18 y el aumento de nuevos casos advirtió al gobierno que declarara el 16 de marzo como feriado público, pero luego extendió el feriado hasta el jueves 19 de marzo. El 16 de marzo, se notificaron 10 casos más, lo que elevó el recuento a 28. El 17 de marzo, se notificaron otros 15 casos más, lo que elevó el recuento a 43. El 17 de marzo, el Secretario Al Ministerio de Defensa Kamal Gunaratne reveló que alrededor de 170 pasajeros que regresaron de Italia y Corea del Sur habían desatendido el procedimiento de cuarentena. 
El 18 de marzo, se identificó que el segundo paciente estaba completamente recuperado de la infección y el mismo día se notificaron otros siete casos, lo que elevó el recuento a 50. El 19 de marzo, se identificaron nueve casos más, lo que llevó el recuento a 59. Uno De los pacientes, un hombre de Ja-Ela ingresó en el Hospital Ragama por dolores en el pecho y mintió continuamente sobre su historial de viajes. Una vez realizadas las pruebas, el paciente dio positivo por COVID-19. El paciente fue trasladado a la sala de aislamiento, pero no antes de exponer al personal, los pacientes y otras personas al virus. Como resultado, toda la sala del hospital tuvo que cerrarse y el personal fue puesto en cuarentena. El 20 de marzo, se notificaron once casos más, lo que llevó el recuento a 70. La mayoría de los casos confirmados se notificaron en el distrito de Gampaha con 18, 17 de Colombo y 12 de Puttalam. El 21 de marzo, se confirmaron seis casos más, lo que llevó el recuento a 77. Un oficial del ejército que se dedicaba a escoltar a los habitantes de Sri Lanka a los centros de cuarentena también contrajo el coronavirus. 
El 22 de marzo, se informó el primer caso confirmado de coronavirus en Jaffna y se cree que el paciente mantuvo una estrecha relación con el pastor principal que dio positivo en la prueba de COVID-19.
El 22 de marzo se notificaron cinco casos más, lo que elevó el recuento a 82.  El 23 de marzo, se notificaron cinco casos más, lo que elevó el recuento a 87.  El 23 de marzo, la primera persona localmente identificada del país infectada con el coronavirus ha sido dado de alta del hospital después de mostrar una mejoría durante la recuperación.

#### 24 de marzo de 2020-3 de abril de 2020
El 24 de marzo, se informó que el asistente del pastor de la iglesia dio positivo en la prueba de COVID-19.  Un dúo de padre e hijo que asistió a las oraciones del viernes Jummah el 20 de marzo en la mezquita Jami Ul-Alfar, también conocida como la Mezquita Roja, también dio positivo en la prueba de COVID-19. Se reportaron seis casos más el 25 de marzo, lo que elevó el recuento a 106. Sin embargo, no se reportaron nuevos casos confirmados en el país el 26 y 27 de marzo, según el General de Ejército Shavendra Silva. 
El 26 de marzo, un recién regresado del extranjero que es residente de Atalugama en Bandaragama contrajo COVID-19. Se ha asociado con 26 personas del pueblo. Por lo tanto, la aldea declaró el cierre y 20 personas serán puestas en cuarentena durante 14 días. Al día siguiente, el padre y la hermana del paciente de Atalugama corona también fueron hospitalizados después de mostrar síntomas de COVID-19. Fueron ingresados en el Hospital Kalutara Nagoda. El 28 de marzo, se identificó al primer paciente de corona en Akurana, distrito de Kandy. Una persona había llegado recientemente de Chennai, India, diagnosticada con COVID-19. Con el diagnóstico, Akurana fue inmediatamente declarado encerrado por el gobierno. Actualmente, se han aislado tres aldeas; Bandaragama-Atalugama, Kandy-Akurana y Puttalam-Kadayamkulam. 
El 27 de marzo, el primer ciudadano de Sri Lanka murió de COVID-19, que vivía en Suiza. Sathasivam Loganathan, un tamil de 59 años de Punkuduthivu, Jaffna vivía con su familia en Suiza. El 29 de marzo, dos ciudadanos más de Sri Lanka murieron a causa de COVID-19 residían en Inglaterra. Henry Jayawardena (70 años), un médico jubilado, y Lakshan Wijeratne (55 años), ambos fueron tratados en la UCI, Reino Unido. 
El 28 de marzo, el primer paciente con coronavirus murió en Sri Lanka. Paciente de 60 años, de Marawila, que también se sometió a un trasplante de riñón y tenía antecedentes de diabetes e hipertensión arterial. El cuerpo fue incinerado en 15 horas. El 30 de marzo se registró la segunda muerte por COVID-19, un hombre de 60 años de Negambo. Se notificaron cinco casos más, incluido un bebé de cuatro meses el 30 de marzo, lo que aumentó el total a 122. 
El 30 de marzo, cinco pueblos de Beruwala con una población total superior a 100 fueron puestos en cuarentena después de que un conductor del aeropuerto infectado por el virus ocultara intencionalmente su estado y se escondiera hasta que los vecinos se quejaron a la policía. 
El 31 de marzo, 21 pacientes más confirmaron COVID-19, que actualmente es el aumento más alto en un solo día. La mayoría de ellos eran familiares de pacientes con Corona previamente confirmados. El total de pacientes aumenta a 142. El 1 de abril, cinco pacientes de Kurunegala, Jaffna y Maradana confirmaron COVID-19 aumentando el total hasta 147. El mismo día, cuatro pacientes se recuperaron de la enfermedad aumentando el total recuperado a 21. Más 173 más personas están bajo observación en el Instituto Nacional de Enfermedades Infecciosas (IDH).  Más tarde en la noche, un paciente infectado por COVID-19 de 72 años murió en el IDH, Angoda aumentando el número de muertos a 3. Era un residente de Maradana. 
El 2 de abril, tres casos más de COVID-19 informaron un total positivo que aumentó a 151. Más tarde en la noche, un paciente de 58 años en IDH murió por complicaciones de COVID-19 al aumentar el número de muertes a 4. El 3 de abril, Se identificaron 8 pacientes más con COVID-19 y el total aumentó hasta 159.

#### 4 de abril de 2020-15 de abril de 2020
El 4 de abril, el director general de Servicios de Salud, Dr. Anil Jasinghe, confirmó la muerte de un quinto paciente con COVID-19. Un varón de 44 años llegado de Italia que fue atendido en el Hospital Welikanda de Polonnaruwa falleció por las complicaciones del COVID-19, aunque no tenía otras dolencias. El cuerpo fue incinerado por la tarde. El mismo día, siete pacientes más confirmaron COVID-19 y el recuento se eleva a 162 con 25 personas dadas de alta. Una de las mujeres infectadas de Beruwala estaba embarazada y dio a luz sin complicaciones. Sin embargo, ingresó a la maternidad del hospital sin síntomas y con dirección falsa. 
El 4 de abril, Anton Sebastianpillai, un reconocido geriatra y autor británico nacido en Sri Lanka que vivía en Inglaterra, murió después de dar positivo por COVID-19. 
El 5 de abril, se notificaron 10 casos de COVID-19 y al día siguiente, se notificaron 2 casos más aumentando el número de pacientes hasta 178. El 7 de abril, un hombre de 80 años de Dehiwala murió como el sexto persona de COVID-19. El mismo día, 7 pacientes más confirmaron la enfermedad y el total aumentó hasta 185. El 8 de abril, cuatro pacientes confirmaron COVID-19 aumentando el total hasta 189. El mismo día, se registró la séptima muerte  un hombre de 48 años de Ratnapura, que era un empresario de gemas, regresó después de una gira por Alemania. El 9 de abril, un paciente de COVID-19 y el 10 de abril, siete pacientes identificados aumentando el total a 197. 
El 11 de abril, se registraron 2 pacientes donde el número total pasó de 201. Luego aumentó aún más con 11 casos más el 12 de abril. El 13 de abril, se notificaron ocho casos de COVID-19 y el total aumentó hasta 218 con 147 casos activos. El 14 de abril, coincidiendo con el año nuevo cingalés y tamil, se informó que 15 casos de pacientes positivos para COVID-19 aumentaron el total a 233. El 15 de abril, se notificaron 5 casos y el total aumentó a 238.

#### 17 de abril de 2020-30 de abril de 2020
El 17 de abril se notificaron 7 casos. El 18 de abril, se notificaron 10 casos y el 19 de abril, se notificaron 17 casos en Keselwatte, Colombo. El total aumentó hasta 271 con 91 casos recuperados. 
El 20 de abril, 33 personas de Colombo confirmaron el COVID-19 aumentando el total hasta 303. Este fue el número más alto de nuevos casos de COVID-19 en un solo día registrado desde Sri Lanka hasta el 26 de abril. El 21 de abril, 6 personas confirmaron COVID-19. El 22 de abril, un nuevo caso del distrito de Polonnaruwa, un marinero de la Armada adscrito al Campamento de la Armada de Welisara dio positivo por COVID-19, así como 19 casos más el mismo día. El 23 de abril, 38 personas confirmaron COVID-19 aumentando el total a 368. De los 38 casos positivos, 30 eran de marineros del campamento de la Marina de Welisara involucrados en poner en cuarentena el grupo de personas que dieron positivo por el coronavirus del Área de Suduwella en Ja-Ela.
El 24 de abril, 52 personas confirmaron COVID-19 aumentando el total hasta 420. Este es el número más alto de nuevos casos de COVID-19 en un solo día.  La paciente 415.ª positiva era una mujer embarazada en el Hospital De Soysa, Colombo 8. Sin embargo, sufrió un aborto espontáneo durante el parto.  Más de 60 personales de la marina dieron positivo en 2 días. Estos oficiales estaban de servicio en Ja-Ela cuando fueron expuestos. 
El 25 de abril, 40 personas dieron positivo por COVID-19.  El 26 de abril, se notificaron 62 casos confirmados, incluida la mayoría de los casos en la Base Naval. El 27 de abril, se identificaron 65 casos positivos en los que el total aumenta hasta 588. Solo se necesitaron 2 días para registrar los pacientes con COVID-19 de 400 a 500. El 28 de abril, 31 pacientes más se identificaron como casos COVID-19. El total asciende a 619. El 29 de abril, se notificaron 30 casos y el total aumenta a 649. El 30 de abril, se identificaron 16 casos. 
El 30 de abril, el gobierno británico anunció que el hermano de la popular y veterana actriz Malini Fonseka falleció por una complicación del COVID-19 Upali Fonseka, hermano de Malini y padre de la popular actriz Senali Fonseka falleció a los 68 años que trabajaba en Inglaterra.

#### 1 de mayo de 2020-21 de mayo de 2020
El primero de mayo se identificaron 25 casos. El 2 de mayo, se identificó el 700.º paciente de COVID-19 con 14 pacientes más. El total aumenta hasta 705 con 182 casos recuperados. El 3 de mayo, se notificaron 13 casos de COVID-19. El 4 de mayo, Sri Lanka informó de la octava muerte por COVID-19 y la primera muerte femenina mientras recibía tratamiento en el Hospital Homagama, una anciana de 72 años de Polpithigama en Kurunegala que sufría de enfermedades renales durante mucho tiempo. Mientras tanto, 37 personas dieron positivo ese día. 
El 5 de mayo, otra mujer murió por complicaciones de COVID-19, convirtiéndose en la novena víctima de muerte. Tenía 52 años de Modara, Colombo. Fue ingresada en el Hospital Nacional de Colombo el día 4 debido a una enfermedad. El 5 de mayo, 16 pacientes confirmaron el virus y el total asciende a 771. El 6 de mayo, se identificaron 29 casos de COVID-19, en su mayoría de personal de la Armada de Sri Lanka y el total alcanzó 797. 
El 7 de mayo, el día de Vesak poya, se registró el 800.º paciente con COVID-19, incluidos 27 pacientes. El 8 de mayo, se identificaron 11 pacientes y luego 12 pacientes el 9 de mayo aumentaron en total hasta 847. Uno de los pasajeros a bordo del avión que regresó, desde Dubái el jueves Morning dio positivo y posteriormente fue ingresado en el Hospital General de Negombo. El 10 de mayo, se identificaron 16 pacientes de COVID-19, de los cuales 13 son de la Marina de Sri Lanka, uno de un familiar de la Marina y dos de pasajeros que regresaron de Dubái. 
El 11 de mayo, solo 6 personas dieron positivo. Sin embargo, el 12 de mayo, se identificaron 20 personas con la enfermedad, cuyo total aumenta hasta 889. El 13 de mayo, el total superó las 900 con 26 nuevos casos de COVID-19. El 14 de mayo, 10 personas dieron positivo y el total asciende a 925. El 15 de mayo, se notificaron 10 casos más. El total llega a 960 el 16 de mayo con nuevos casos en el campamento de la Marina y los centros de cuarentena. 
El 17 de mayo, el total asciende a 981 con 21 casos confirmados. Al día siguiente, aumenta a 992 con 11 casos. El 19 de mayo, 35 personas dieron positivo y el total excedió hasta 1027. El 20 de mayo, solo se identificó un paciente de COVID-19. El 21 de mayo, otras 27 resultaron positivas y el total aumentó a 1055. 

#### 22 de mayo de 2020 - 4 de junio de 2020
El 22 de mayo, 13 casos dieron positivo y el total se convierte en 1068. El total aumenta a 1089 con 21 nuevos pacientes identificados, de los cuales 19 eran marineros de la Armada de Sri Lanka, mientras que el resto eran dos ciudadanos de Sri Lanka que regresaron de Dubái. Hasta el 24 de mayo, el Ejército de Sri Lanka mantiene 26 instalaciones de cuarentena, mientras que la Armada de Sri Lanka mantiene 04 y la Fuerza Aérea de Sri Lanka 03 centros de cuarentena en toda la isla. 
El 24 de mayo, se identificaron 52 pacientes como casos positivos y el total aumentó a 1140. El 25 de mayo, se notificaron otros 41 casos de COVID-19, todas las personas regresaron de Kuwait. El mismo día, el Dr. Anil Jasinghe confirmó la décima muerte de Sri Lanka debido a COVID-19, una mujer de 51 años, que regresó de Kuwait y estaba en cuarentena en Trincomalee. El 26 de mayo, un número récord de 137 personas confirmadas como positivas y el total llegó a 1318. El total aumenta a 1469 al día siguiente, cuando 150 pacientes se identificaron como COVID-19 positivos. El 28 de mayo, 61 dieron positivo en la prueba y el total es 1530. El 29 de mayo se identificaron 28 pacientes que superaron el total a 1558 
El 30 de mayo, 62 dieron positivo en la prueba de COVID-19 y el total aumenta a 1620. El 31 de mayo, se identificaron 16 pacientes, mientras que el 1 de junio, se identificaron 10 pacientes con la undécima muerte por COVID-19, que era un repatriado de Kuwait de 45 años. Cuarenta pacientes fueron identificados el 2 de junio mientras que otros 66 fueron identificados el 3 de junio. El 4 de junio, 48 dieron positivo y el total asciende a 1797.

#### 4 de junio de 2020-15 de junio de 2020
Desde el 4 de junio, la tasa de pacientes con COVID-19 se redujo característicamente en 4 pacientes (5 de junio),  12 pacientes (6 de junio),  21 pacientes (7 de junio),  22 pacientes (8 de junio),  2 pacientes (9 de junio),  10 pacientes (10 de junio)  y 8 pacientes (11 de junio). 
El 12 de junio, el total llegó a 1880 con 3 pacientes más. El 13 de junio, se identificaron 3 pacientes  y el 14 de junio, 5 pacientes.  Hasta el 15 de junio, el total llega a 1905 con 16 casos positivos. Sin embargo, todos estos casos fueron personas devueltas de otros países (614 casos) y personal de la Marina (893 casos). 

#### 16 de junio de 2020-30 de junio de 2020
En la semana siguiente, se notificó un número menor de pacientes como, 10 pacientes (16 de junio),  9 pacientes (17 de junio),  23 pacientes (18 de junio),  3 pacientes (19 de junio)  y 1 paciente (22 de junio). 
El 23 de junio se detectaron 40 casos positivos. El 24 de junio, solo se notificaron 10 casos en los que el total de casos de COVID-19 llega a 2000.  El total aumenta gradualmente en los días siguientes: 9 pacientes (25 de junio),  4 pacientes (26 de junio), 19 pacientes (27 de junio), 4 pacientes (28 de junio),  5 pacientes (29 de junio) y 5 pacientes el 30 de junio. A finales de junio de 2020, se identificaron un total de 2047 pacientes con 1748 casos recuperados.

#### 1 de julio de 2020-3 de octubre de 2020
El 1 de julio, se registraron 7 pacientes mientras que al día siguiente se notificaron 12 casos en los centros de cuarentena. Los nuevos casos se notificaron diariamente solo desde los centros de cuarentena en los próximos cinco días como; 3 pacientes (3 de julio), 5 pacientes (4 de julio), 2 pacientes (5 de julio),  y 1 paciente el 6 de julio. 
El 7 de julio, se registró un nuevo caso de la prisión de Welikada, donde un recluso había sido trasladado desde el Centro de Tratamiento y Rehabilitación en Kandakadu Oriental para adictos a drogas y sustancias controladas, a la prisión el 27 de junio. Mientras tanto, más de 177 personas que se comunicaron con el recluso positivo fueron sometidas a las pruebas de PCR. 
El 8 de julio, 13 pacientes que regresaron del extranjero dieron positivo y el total alcanzó 2094 con 1979 casos recuperados. El 9 de julio de 2020, un total récord de 253 reclusos en el Centro de Tratamiento y Rehabilitación de Kandakadu dieron positivo por COVID-19. 
El 10 de julio de 2020, un total de 283 personas del Centro de Tratamiento y Rehabilitación de Kandakadu dieron positivo por COVID-19, convirtiéndose en el próximo grupo en Sri Lanka. Esto incluyó 90 casos nuevos de Kandakadu y 14 casos externos. El grupo incluye a una consejera que salió del Centro T&R y vivía con sus padres en Nattandiya, Marawila. 
El 11 de julio, otro Consejero adscrito al Centro de Kandakadu dio positivo junto con sus dos hijos de 11 y 1/12 años.

### Segunda ola (4 de octubre - presente)
El 4 de octubre, cinco meses después de que se descubriera el primer paciente en la comunidad, Minuwangoda y el grupo Divulapitiya comienzan a partir del 23 de septiembre. El 12 de octubre de 2020, por la noche, se notificaron un total de 90 nuevos casos de COVID-19. El total de casos totales del clúster Minuwangoda aumenta hasta 1.512 gobierno teme a hacer cumplir otro bloqueo. Porque quebraron y sus empleados se quedaron sin sustento.  El 13 de octubre, el grupo total de Minuwangoda aumentó a 1446. 
La Oficina de Empleo en el Extranjero de Sri Lanka dijo: El 8 de octubre en adelante, 67 trabajadores migrantes de Sri Lanka murieron a causa de COVID-19. Las muertes se reportaron principalmente en países de Medio Oriente. Más de 2600 trabajadores de Oriente Medio han dado positivo por el virus COVID-19. 

#### 4 de octubre
- El gobierno dijo que el "Día público" semanal cerró el 5 de octubre.
- Fábrica textil Brandix Minuwangoda donde se encontró el paciente COVID-19. Familiares del paciente enviados al hospital IDH.
- Cerraron tres grandes institutos. La Comisión de Subvenciones Universitarias anunció que la Universidad de Kelaniya, el Instituto de Ayurveda Gampaha Wickramarachchi y el Instituto Tecnológico Avanzado de Naiwala cerraron durante una semana.
- Se ha impuesto el toque de queda policial en Divulapitya y Minuwagoda hasta nuevo aviso, dijo la policía de Sri Lanka. Primeros contactos directos del paciente 40 personas enviadas en cuarentena.

#### 12 de octubre
- La fábrica de ropa llamada Hela Clothing Group, dijo que un empleado dio positivo en la planta de Thihariya. La planta cerró de inmediato.
- El bloqueo del distrito de Gampaha permanecerá unos días más.
- “Se están planteando dudas sobre si tenemos las instalaciones para poner en cuarentena a más personas. Si surge la necesidad, tenemos las instalaciones para poner en cuarentena a más personas ”, dijo el teniente general Shavendra Silva.
- La fábrica de ropa South Asian Textiles un empleado infectó el virus de la corona y otros empleados dieron negativo.
- 12 empleados de Lanka Electricity Company infectados con SARS-CoV-2. Trabajaron en la sucursal de Kandana .
- 120 personas arrestadas por violar el toque de queda en áreas cerradas.

#### 18 de octubre
- Cuatro monjes del templo de Ovitigala en Matugama , distrito de Kalutara también dieron positivo al virus del SARS-CoV-2, dijo el oficial médico de Matugama, el PD Lionel.
- Una enfermera dio positivo al virus del SARS-CoV-2. Ella trabaja en la fábrica de ropa Hirdaramani en Kahathuduwa. Ella ha sido contraída con paciente COVID-19.
- Todos los pasajeros que salgan de Sri Lanka deben someterse a pruebas de PCR para el virus SARS-CoV-2 dentro de las 72 horas posteriores a su hora de salida, anunció la Aviación Civil.
- Pago de රු. 5.000 cada uno a las familias afectadas en el distrito de Gampaha y las zonas de toque de queda, dijo el Ministerio de Finanzas Mahinda Rajapaksa.

#### 19 de octubre
- El complejo comercial de Negombo cerró después de que el paciente dio positivo por COVID-19. La esposa del dueño de una tienda de ropa dio positivo al virus. Asistieron a la ceremonia de la boda en Divulapitiya.
- Cincuenta empleados del astillero son enviados a cuarentena después de que cinco miembros del personal dieron positivo por coronavirus.
- 212 empleados de Katunayake Investment Zone se sometieron a pruebas de coronavirus, dijo el Sindicato de Inspectores de Salud Pública de Sri Lanka.
- Dos familias de un sargento de la policía adjunto al puesto de policía en Armour Street, Colombo, dieron positivo por coronavirus, dijo el portavoz de la policía, DIG Ajith Rohan. Varias horas después, el puesto de policía fue suspendido durante varias horas.
- Un contacto cercano de un paciente de COVID-19 de Minuwangoda, residente en Ruwanwella y enviado a auto cuarentena.
- Un conductor de un autobús que operaba desde la estación de autobuses de Point Pedro dio positivo por coronavirus.

#### 20 de octubre
- El inspector de la Policía de Investigaciones Especiales dio positivo al virus.
- Toque de queda impuesto en la zona policial de Kuliyapitiya.
- Los vehículos que viajan por la carretera de Colombo a Kandy no pueden detenerse en las zonas de toque de queda, dijo el portavoz de la policía DIG Ajith Rohana.
- Treinta familias envían a cuarentena. Residen en Elabadagama, Pannala , distrito de Kurunegala . Dijo el inspector de salud pública de Pannala, una mujer de Pannala que asistió a una boda en Divulapitiya. Tiene el virus positivo varios días después.
- Las recuperaciones totales de COVID-19 aumentaron a 3.644, dijo el Ministerio de Salud.
- Se impuso un toque de queda en cuarentena para Kuliyapitiya, Pannala, Giriulla, Narammala y Dummalasuriya, confirmado por el Departamento de Información del Gobierno.

#### 21 de octubre
- La estación de policía de Fort volvió a abrir después de unos días.
- Una familia dio positivo a COVID-19. Viven en Cinnamon Garden Residences en Ward Place, Colombo 7 .
- El ejército de Sri Lanka construye un hospital especial de Kandakadu con más de 400 camas.
- El mercado de pescado de Peliyagoda cerró inmediatamente después de varios informes de casos de COVID-19.

#### 22 de octubre
- Cuatro agentes de policía dieron positivo a COVID-19 en la comisaría de Bambalapitiya . Enviaron a auto cuarentena. Estos oficiales sirvieron en el mercado de pescado de Peliyagoda.
- Toque de queda impuesto para las áreas policiales de Kotahena , Mattakuliya , Modara , Wellampitiya, Bloemendhal y Grandpass , dijo el Comandante del Ejército.
- Cinco áreas en el distrito de Kalutara nombradas como áreas aisladas. Incluía Agalawatta , Gorakgoda, Beragoda, Dapiligoda, Kekulandara Norte.
- 13 Distrito afectado por Coronavirus, alta posibilidad de propagación a otros 12 distritos, dijo el Dr. Samaraweera, Jefe Epidemiólogo.
- PCR probó todos los principales puertos pesqueros. Incluidos los puertos de Beruwala , Galle , Ambalangoda y Tincomalee .
- Después de varios meses se informó de la primera muerte. Un paciente de COVID-19 de 50 años falleció en el hospital del IDH. Probó COVID-19 el 14 de octubre en Kuliyapitiya.
- 50 nuevos casos notificados desde el clúster de Minuwangoda. 22 casos corresponden a la zona comercial de Katunayaka. Seis casos son Peliyagoada Fish Market y 22 casos son contactos directos del clúster Minuwangoda.
- El mercado central de Dehiwala cerró por motivo desconocido.

#### 23 de octubre
- 609 nuevos casos de COVID-19 reportados hoy. Es el registro de casos diarios más alto en Sri Lanka. Casos incluidos 48 centros de cuarentena, 496 mercado de pescado de Peliyagoda, 5 puerto de Galle, 20 puerto de Beruwala y 40 contactos cercanos para el clúster de Minuwangoda. Casos totales recaudados 6.896.
- La ministra de Salud, Pavithra Wanniarachchi, dijo, 30 hospitales y 3.500 camas asignadas para tratamientos de COVID-19.
- La Asociación de Oficiales Médicos del Gobierno dijo que las personas deben optar por un bloqueo zonal inmediato después de identificar las áreas de propagación del virus COVID-19 porque la velocidad de propagación del virus fue mayor que la ola anterior.
- La información del gobierno dijo que el toque de queda en cuarentena o el cierre se extendieron a otras áreas. Pero todavía hay 44 áreas policiales bajo el toque de queda de cuarentena.
- 45 oficiales de aduanas del puerto de Colombo enviados a cuarentena. Otros 200 trabajadores fueron enviados a pruebas de PCR y 45 dieron positivo en COVID-19.
- En la actualidad se registran más de 400.000 pruebas de PCR realizadas. Es más bajo que otros países asiáticos.
- Paciente con COVID-19 fuga y pocas horas después de su captura por la policía de Borella. Fue detenido de Borella.
- El puerto de Beruwala cerró luego de reportarse el caso de COVID-19. 10 de 16 PCR dieron positivo a COVID-19. Dijeron las autoridades sanitarias.
- Los mercados de pescado y los puertos pesqueros cerraron en toda la isla debido al grupo de Peliyagoda.
- Casos de COVID-19 hasta 850 el viernes.

#### 24 de octubre
- "No podemos decir que la comunidad esté segura. Por eso se emitieron las recomendaciones de salud", dijo el Dr. Aluthge.
- Se impuso un toque de queda en cuarentena para las áreas de Maradana y Dematagoda, que tendrá efecto hasta el 26 de octubre (lunes).
- 71 personas fueron detenidas el 23 de octubre.
- Un hombre murió en el hospital de Kalpitiya mientras esperaba la prueba de PCR. Vivió en Kandakkuliya, Kalpitiya.
- Hasta 40.000 actualmente en cuarentena. Los PHI observan a 33.000 personas. 7.128 personas están en cuarentena en 73 centros de cuarentena diferentes.
- La feria semanal de Nugegoda ( Sathipola ) cerró temporalmente debido a que una persona dio positivo en la prueba de COVID-19.
- La OMS informó al Ministerio de Salud que la vacuna aprobada por la OMS podría estar disponible para COVID-19 en breve y el ministerio se estaba preparando para eso, dijo la ministra de Salud.
- Batalanda Army Camp, un capitán del Ejército dio positivo a COVID-19. Dijo que visitó el mercado de pescado de Peliyagoda recientemente para comprar pescado.
- El Templo de la Reliquia del Diente Sagrado en Kandy ha sido restringido para los residentes de áreas que están bajo toque de queda, dijeron los funcionarios del templo. Los visitantes deben llevar su tarjeta de identidad nacional válida o tarjeta de licencia de vehículo y usar una máscara facial y mantenerse al menos a 1 m de distancia de otras personas.
- Se impuso un toque de queda en cuarentena para Gothatuwa y Mulleriyawa a partir de las 7 p. m..
- Un miembro del personal del hotel Shangri-la, Colombo dio positivo a COVID-19.
- Otro miembro del personal del hotel de 5 estrellas, Colombo, dio positivo en COVID-19. Trabajó en el Hotel Hilton, Colombo .
- Un paciente de COVID-19 de 56 años murió en el Hospital Kuliyapitiya. Residente de Unaleeya, Kuliyapitiya.
- El mercado de Colombo Manning permanecerá cerrado hasta noviembre.
- El hotel Hilton y el hotel Galle Face cerraron temporalmente debido a que los empleados dieron positivo en la prueba de COVID-19.

#### 25 de octubre
- Toque de queda impuesto en las zonas policiales de Fort , Pettah , Borella y Welikada . Tiene efecto a partir de las 6:00 p. m.
- El total de casos de Minuwangoda aumentó a más de 4000
- Se desplegó un equipo especial de policía para arrestar a los infractores del toque de queda, dijo la policía.
- Un hombre de 70 años murió reportó la muerte número 16 de COVID-19, dijo el Departamento de Información.

#### 26 de octubre
- "El gobierno está tratando de controlar la situación actual sin amenazar el estilo de vida de la gente", dijo el abogado Sagara Karuyawasam.
- El número total de casos de COVID-19 aumenta a 7.521
- La no admisión de pacientes asintomáticos con COVID-19 en hospitales para tratamiento en interiores será la opción de que el número de casos aumente exponencialmente, dijo el Dr. Jayaruwan Bandara.
- Diez oficiales de la Fuerza de Tarea Especial de la Policía dieron positivo al virus del SARS-CoV-2. Contrajeron el virus corona en el mercado de pescado de Peliyagoda.
- Los pescadores se quejan de que las existencias no se pueden vender debido al cierre de todos los puertos pesqueros.

#### 27 de octubre
- Se registraron tres muertes por virus SARS-CoV-2 el 27 de octubre, las muertes más altas registradas en un solo día en toda la isla.
- El comandante del ejército dijo: "No hay escasez de instalaciones en los centros de cuarentena".
- El toque de queda impuso otras áreas. Esto incluye las áreas policiales de Homagama , Moratuwa , Panadura North y Panadura South, dijo el portavoz de la policía Ajith Rohana.

#### 28 de octubre
- Toque de queda en cuarentena impuesto en la provincia occidental del 29 de octubre al 2 de noviembre, dijo el comandante del ejército.
- Todos los pasajeros anotan el número de autobús. Se solicita a los pasajeros que tomen nota del número de autobús en el que viajan, dijo el portavoz de la policía Ajith Rohana.
- Quince policías dieron positivo a COVID-19 en la provincia occidental. En consecuencia, se ha enviado a 96 agentes de policía a centros de cuarentena y se ha puesto a 708 agentes de policía en auto cuarentena.

#### 29 de octubre
- Dos empleados de la oficina central de Elephant House dieron positivo al virus corona.
- Se levantó la distribución de aldeas en el distrito de Kalutara, excepto una aldea.
- El distrito de Nuwara Eliya ha sido cerrado. Porque 30 personas positivas COVID-19 en Nuwara Eliya.
- La reunión semanal del parlamento se pospuso hasta el 3 de noviembre debido a la pandemia.
- Autopista solo utilizada por servicios esenciales.
- El Dr. Hemantha Herath advirtió a las personas que abandonan el distrito de Colombo.

#### 30 de octubre
- Operación de la Policía de la Provincia Occidental para detectar a quienes viajaban fuera de la Provincia Occidental.
- Se ha colocado hasta 300 agentes de policía en centros de cuarentena.
- Las oficinas gubernamentales en la provincia occidental cambian a un sistema de trabajo remoto en el hogar, dijo la oficina del presidente.
- Zona policial de Wilgoda en el distrito de Kurunegala aislada debido a casos de COVID-19.
- Continuar operando fábricas de ropa sin cerrar, dijo la Junta de Desarrollo de Exportaciones.
- El total de casos de COVID-19 en toda la isla supera la marca de diez mil.

## Estadísticas

Casos de COVID-19 por densidad

### Gráficos

#### Total de muertos por sexo y edad
Fuente: Unidad epidemiológica - Análisis semanal de las muertes confirmadas por COVID-19

## Actos de corrupción

### Presunta violación del protocolo de cuarentena
El 7 de octubre, los diputados de la oposición Harsha de Silva y Manusha Nanayakkara, preguntaron si el nuevo grupo surgió por la transmisión del virus de ciudadanos indios derribados por Brandix. También indica que el jefe de seguridad de Brandix había sacado a los ciudadanos indios del aeropuerto sin ser examinados por COVID-19 y violando los procedimientos de cuarentena.
Brandix emitió rápidamente una explicación, indicando que ninguna parte de la India tenía acceso a su instalación de Minuwangoda, y que no se utilizó material de la India en esta instalación. Brandix también afirmó que contrató tres vuelos desde Visakhapatnam, India para sus empleados de Sri Lanka que trabajan en India y sus familias, y que siguieron correctamente el protocolo exigido por el gobierno, incluidas las pruebas de PCR y la cuarentena de 14 días en una instalación de cuarentena regulada por el gobierno.

## Lugares con brotes reportados

### Campus ICBT
La sucursal de Bambalapitiya de la universidad privet llamada ICBT Campus también se convirtió en un punto de acceso de COVID-19, ya que uno de los estudiantes de la universidad que visitó el campus el 4 de octubre de 2020 dio positivo por COVID-19.

### Universidad de Sri Jayewardenepura2
En la Facultad de Administración de tercer año de la Universidad de Sri Jayewardenepura, una estudiante da positivo en la prueba COVID-19 el 10 de octubre. La vicerrectora de la universidad, profesora Sudantha Liyanage, dijo que 50 estudiantes de la Facultad de Administración fueron puestos en autoaislamiento. Residente en Panadura y su madre era enfermera adscrita a la UCI del Hospital General de Panadura. El Hospital General de Panadura dijo que la UCI cerró inmediatamente y que 20 miembros de la tripulación de la UCI fueron sometidos a pruebas de PCR. El lunes 12 de octubre de 2020, otros dos estudiantes dieron positivo después de 2 días.

### Hospital Nacional de Colombo
El 10 de octubre a las 6:35 p. m., el Hospital Nacional de Colombo dijo que 3 miembros del personal menores dieron positivo por COVID-19. Dos salas cerradas temporalmente.

### Mannar
El 11 de octubre a las 16.00 horas, el comandante del ejército de Sri Lanka dijo que las dos aldeas de Periakadei y Pattithottam en el distrito de Mannar estaban aisladas debido a que cinco personas dieron positivo en esta zona.

### Universidad de Kelaniya
El 11 de octubre de 2020 se informó sobre un nuevo caso de COVID-19 en una estudiante de la Facultad de Ciencias Sociales de la Universidad de Kelaniya.

### Universidad de Ruhuna
El padre de un estudiante de la Universidad de Ruhuna hizo una prueba de COVID-19 el 12 de octubre. La estudiante y su compañera de cuarto son puestos en cuarentena.

### Lanka Electricity Company
El inspector público de Ja-Ela dijo que 12 empleados de la Compañía de Electricidad de Kandana Lanka dieron positivo por COVID-19 el 12 de octubre por la tarde.

### Aeropuerto de Katunayaka
SriLankan Airlines confirmó los informes de los medios de comunicación que un empleado de operaciones de carga dio positivo por el COVID-19. Trabajó en el Aeropuerto Internacional Bandaranaike. Este caso se informó el 12 de octubre.

### Banco de Ceilán
El 13 de octubre de 2020, la sucursal de Bank of Ceylon Ratmalana, el esposo de una empleada dio positivo por COVID-19, dijo el Dr. Dinuka Guruge, epidemiólogo regional de Colombo.

### Armada de Sri Lanka
Dos oficiales de la Armada de Sri Lanka dieron positivo por COVID-19 el 17 de octubre. Fueron enviados al Centro Nacional de Operaciones.